# Morgan Plus 8
Morgan Plus 8 – samochód sportowy produkowany przez brytyjską firmę Morgan Motor Company w latach 1968−2004. Wyposażony był on w otwarte nadwozie ze składanym dachem. Samochód był napędzany przez silnik o pojemności 3,5 l. 

## Dane techniczne
- Silnik: V8 3,5 l (3532  cm³)[1]
- Układ zasilania: b.d.
- Średnica × skok tłoka: b.d.
- Stopień sprężania: b.d.
- Moc maksymalna: 184 KM (135 kW)[1]
- Maksymalny moment obrotowy: b.d.
- Prędkość maksymalna: b.d.